# Nas Ondas de Noronha 2
Nas Ondas de Noronha 2 foi a segunda edição do reality show esportivo brasileiro Nas Ondas, apresentado pela Rede Globo, e que é exibido dentro do Esporte Espetacular (dentro programação do Verão Espetacular).
O programa, que tem elementos de campeonato de surf e de reality show foi gravado em dezembro de 2010, mas foi ao ar somente em 23 de janeiro de 2011. O local escolhido, tal qual a edição anterior, foi Fernando de Noronha.
Além de surfe, os participantes disputaram provas variadas ao redor da ilha, como mergulho, natação, stand up paddle (surfe a remo), trilha, corrida de bicicleta e muito mais.

## Participantes
- Artistas: Gabriel, o Pensador (músico), Fani Pacheco,[5][6] Gabriel, o Pensador e Felipe Dylon encaram competição de surfe</ref> (ex-BBB) e Felipe Dylon (músico)[7]
- Surfistas Profissionais: Fabio Nunes (Binho), Guilherme Tripa,[8] Danilo Grillo, Marina Werneck, Michelle des Bouillons, Jacqueline Silva
- Internautas: Renato Guimarães, Ademar Tavares e André da Silva.

## Equipes
As equipes foram formadas de forma aleatória. Embaixo de cada assento do avião, os participantes encontraram um papel com um animal marinho que daria o nome ao time.
- Equipe Tubarão - Gabriel, o Pensador, Danylo Grillo, Jacquelina Silva e André Valério.
- Equipe Barracuda - Fani Pacheco, Fabio Nunes (Binho), Michelle des Buillons e Renato Guimarães.
- Equipe Golfinho - Felipe Dylon, Guilherme Tripa, Marina Werneck e Ademar Tavares

## Equipe Vencedora
Os vencedores desta edição foram os integrantes da equipe "Golfinho", formada pelos surfistas profissionais Guilherme Tripa e Marina Werneck, o cantor Felipe Dylon, e o internauta Ademar Freire.
Nenhum prêmio foi distribuído aos vencedores.